# What’s the New Mary Jane
What’s the New Mary Jane ist ein Lied der Beatles aus dem Jahr 1968, das zunächst unveröffentlicht blieb und erst 1996 auf dem Album Anthology 3 erschien. Geschrieben wurde es von John Lennon unter dem Copyright Lennon/McCartney und war ursprünglich für das Doppelalbum The Beatles (auch bekannt als das Weiße Album) vorgesehen. 

## Aufnahme
Die erste bekannte Aufnahme stammt aus dem Mai 1968, als sich die Beatles in George Harrisons Anwesen in Esher trafen, um eine Reihe von neuen Kompositionen als Demoversionen aufzunehmen. Diese frühe Fassung ist deutlich kürzer (etwa zweieinhalb Minuten) als die spätere endgültige Fassung, die über sechs Minuten lang ist.
Am 14. August 1968 nahm John Lennon gemeinsam mit Yoko Ono und George Harrison das Lied in den Abbey Road Studios in London auf. Produzent war George Martin. Die beiden anderen Beatles Paul McCartney und Ringo Starr beteiligten sich nicht an der Aufnahme. Im Gegensatz zur frühen Demoversion schließt sich an das eigentliche Lied in der Studiofassung ein etwa vier Minuten langer avantgardistischer Teil an, der aus einer Reihe von klanglich verfremdeten Geräuschen besteht. Nach vier Takes und einer Reihe von Overdubs war das Lied komplett. Am 26. September 1968 wurde What’s the New Mary Jane in Mono abgemischt. Kurze Zeit später wurde der Titel von der Trackliste für das Doppelalbum The Beatles gestrichen, da die Laufzeit zu lang war, und das Lied verschwand unveröffentlicht im Archiv.

## Veröffentlichung
Am 26. November 1969 nahm John Lennon gemeinsam mit Yoko Ono weitere Overdubs für das Lied auf, um es zusammen mit dem Lied You Know My Name (Look Up the Number) auf einer Single zu veröffentlichen – allerdings unter dem Namen Plastic Ono Band. Als die restlichen Beatles von diesem Plan erfuhren, intervenierten sie sofort dagegen und die Single wurde zurückgezogen. You Know My Name (Look Up the Number) erschien wenige Wochen später auf der B-Seite der Single Let It Be, während What’s the New Mary Jane unveröffentlicht blieb.
In den folgenden Jahren entstand eine Reihe von Mysterien um das Lied, und es erschien auf einer Unzahl von Bootlegs. 1985 wäre das Lied beinahe als Bestandteil des Beatles-Albums Sessions erschienen, aber dieses Album wurde kurz vor Veröffentlichung gestrichen. Erst am 25. Oktober 1996 wurde das Lied in einer neu gefertigten Stereo-Abmischung auf dem dritten Doppelalbum Anthology 3 veröffentlicht.
Am 9. November 2018 wurde eine überarbeitete und erweiterte Ausgabe zum 50-jährigen Jubiläum des Albums The Beatles veröffentlicht. Auf The Beatles (Super Deluxe Box) befindet sich eine bisher unveröffentlichte Version (Take 1) von What’s the New Mary Jane sowie das Esher-Demo in einer neuen Abmischung von Giles Martin und Sam Okell.